# Machado, Minas Gerais
Machado este un oraș în Minas Gerais (MG), Brazilia.